# Tomofumi Fujiyama
Tomofumi Fujiyama (藤山 智史 Fujiyama Tomofumi?, nacido el 23 de abril de 1994 en Iga) es un futbolista japonés que se desempeña como centrocampista.

## Trayectoria

### Clubes
| Club            | País  | Año    |
| --------------- | ----- | ------ |
| Blaublitz Akita | Japón | 2017 - |

## Estadística de carrera

### J. League
| Club            | Año   | J. League | J. League | Copa J. League | Copa J. League | Total | Total |
| Club            | Año   | Part.     | Goles     | Part.          | Goles          | Part. | Goles |
| --------------- | ----- | --------- | --------- | -------------- | -------------- | ----- | ----- |
| Blaublitz Akita | 2017  | 31        | 1         | -              | -              | 31    | 1     |
| Total           | Total | 31        | 1         | 0              | 0              | 31    | 1     |